# Daïra d'Oued Tlelat
La daïra d'Oued Tlelat est une daïra d'Algérie située dans la wilaya d'Oran et dont le chef-lieu est la ville éponyme d'Oued Tlelat.

## Localisation
La daïra d'Oued Tlelat est une circonscription administrative située au sud d'Oran à la limite avec les wilayas de Mascara, Sidi-Bel-Abbès et Aïn Témouchent d'est en ouest.

## Communes de la daïra
La daïra d'Oued Tlelat est constituée de quatre communes :
- Oued Tlelat
- Rydalkou
- Boufatis
- Tafraoui